# Cyriocosmus pribiki
Espèce
Synonymes
- Cyriocosmus rogerioi Pérez-Miles & Weinmann, 2009

Cyriocosmus pribiki est une espèce d'araignées mygalomorphes de la famille des Theraphosidae.

## Distribution
Cette espèce est endémique du Pérou. Elle se rencontre entre 2 200 et 3 000 m d'altitude.

## Taxinomie
Cyriocosmus rogerioi a été placée en synonymie avec Cyriocosmus pribiki par Kaderka en 2010.

## Publication originale
- Pérez-Miles & Weinmann, 2009 : Two new species of Cyriocosmus Simon, 1903 from Peru and the highest altitude record for the genus (Araneae, Theraphosidae, Theraphosinae). Revista Iberica de Aracnologia, vol. 17, p. 29-35.